# Étude sur le terrain
Pour les articles homonymes, voir Terrain.
 (juin 2020).
Si vous disposez d'ouvrages ou d'articles de référence ou si vous connaissez des sites web de qualité traitant du thème abordé ici, merci de compléter l'article en donnant les références utiles à sa vérifiabilité et en les liant à la section « Notes et références ».
 (octobre 2022).
L'étude sur le terrain ou étude de terrain est la collecte par un chercheur de données en dehors d'un laboratoire, d'une bibliothèque ou d'un lieu de travail. Dans le domaine des sciences sociales, elle est appelée enquête ethnographique, enquête socio-anthropologique ou enquête de terrain, réalisée sur un lieu défini par « une immersion longue et approfondie, supposant donc l’implication du chercheur au sein même du milieu qu’il entend étudier » dans le but de collecter des données dans le cadre d’une recherche scientifique. 

## L'enquête de terrain en sciences sociales
Ce mode de production de données est généralement associé aux méthodes dites qualitatives par opposition parfois à l’enquête par questionnaire, dite quantitative. Cependant cette méthode de travail peut prendre des formes variées selon le chercheur et le domaine étudié faisant émerger des formes intermédiaires ou combinées, nommées méthodes mixtes (an anglais mixed-methods) ou encore triangulation des méthodes de recherche.
Tirant ses origines dans le domaine de l’anthropologie, cette enquête est utilisée de nos jours par de nombreux sociologues. Parfois décrite comme indéchiffrable, elle se caractérise par « son caractère « initiatique » » qui nécessite de l’enquêteur une part d’improvisation, de « tour de main », de coups d’intuition, de bricolage, de question de « feeling », par essais - erreurs… « C’est une affaire d’apprentissage, au sens où un apprenti apprend avant tout en faisant » Wright Mills compare alors le chercheur à « l’artisan intellectuel », qui construit lui-même sa théorie et sa méthode en les fondant sur le terrain.
L’enquête de terrain a pour objectif d’aider à répondre à une problématique, une question de recherche. Celle-ci peut se construire précédemment ou suivant l’enquête de terrain selon le chercheur.
Anselm Strauss considère que les idées doivent être issues de l’expérience de terrain. C’est ainsi en s’imprégnant du terrain que l’on découvre ses premières hypothèses. Jean-Claude Kaufmann nuance cette approche. Il préfère personnellement partir sur le terrain avec une problématique, une idée, un concept en tête. La suite de l’enquête se poursuit ensuite de la même manière qu’Anselm Strauss avec l’idée que les hypothèses sont forgées sur le terrain (Grounded Theory).

### Les étapes de l’enquête de terrain
Stéphane Beaud et Florence Weber explicitent les différentes étapes de l’enquête en 4 parties comme décrites plus bas : exploration, accumulation, remise en cause, vérification. Ces étapes restent néanmoins dépendantes de la volonté du chercheur qui les ajustera en fonction de ses besoins d’enquête. C'est pourquoi les étapes de la démarche d'enquête décrites par les chercheurs varient. Celles-ci s'entrecoupent et se rejoignent sur le fond, mais sont segmentées de différentes manières. Ainsi par exemple Luc Van Campenhoudt et Raymond Quivy présentent quant à eux la démarche en 7 étapes : la question de départ, l'exploration, la problématique, la construction du modèle d'analyse, l'observation, l'analyse des informations, les conclusions.

#### La phase d’exploration
L'objectif de cette phase est d'explorer le terrain pour concevoir une/des question(s) de recherche. Elle se réalise elle-même en plusieurs méthodes d'exploration, comme les lectures et les entretiens.
« Les opérations de lecture visent essentiellement à assurer la qualité du questionnement, tandis que les entretiens et méthodes complémentaires aident notamment le chercheur à avoir un contact avec la réalité vécue par les acteurs sociaux ».

#### La phase d’accumulation
Au cours de la phase d'exploration et par la suite de l'enquête, l'enquêteur va accumuler des données (enregistrements audio, enregistrements vidéo, prises de note, questionnaires, etc.) qu'il analysera au cours des prochaines phases. Les occasions sont nombreuses et peuvent constituer un piège pour l'enquêteur qui serait tenté de récolter de nombreuses données qui pourraient finalement se trouver inutiles pour l'enquête, et qui feraient perdre du temps à l'avancée de la recherche engagée. 
D'ailleurs certaines données existent déjà et peuvent compléter celles récoltées sur le terrain, ce qui constitue un gain de temps pour le chercheur. « D’autre part, les bibliothèques, les archives et les banques de données, sous toutes leurs formes, abondent de données qui n’attendent que l’attention des chercheurs. Il est dès lors inutile de consacrer d’importantes ressources à récolter ce qui existe déjà par ailleurs... ».

#### La phase de remise en cause
L'hétérogénéité des données recueillies pousse le chercheur à recouper les informations, à percevoir les discours et observations contrastés afin de faire ressortir des variations susceptibles de faire émerger de nouvelles pistes de recherche, de confirmer ou non les premières hypothèses. Le chercheur doit ainsi « être en mesure de conceptualiser et d'élaborer une théorie à partir des données plutôt que de forcer une théorie sur les données ».
Cette triangulation, « processus qui consiste à confronter les résultats de plusieurs sources de données » (Pope et Mays, 1995 ; Bloor et Wood, 2006) va conduire l'enquêteur à lister, classer, hiérarchiser, annoter, retranscrire... en partie ou entièrement les données collectées sur le terrain d'enquête. 

#### La phase de vérification
À la suite de la phase de remise en question à partir des différentes données récoltées, les premières réponses aux premières hypothèses de recherche, ainsi que des nouvelles hypothèses, vont émerger. Le chercheur va alors procéder à une seconde vague de récolte de données qui complétera la démarche initiale. Celle-ci peut être en continuité avec ce qui a été réalisé comme en retournant sur le lieu de l'enquête, ou il peut poursuivre sur d'autres lieux d'enquête, avec d'autres méthodes de récolte de données, etc.

### Les différentes formes et outils de productions de données
Dans le cadre de ces différentes étapes, l’enquêteur est amené à récolter ses données de différentes manières et sous différentes formes.

#### Les observations
Il existe deux types d'observations : les observations passives et observations participantes.
La méthode privilégiée en ethnologie étant l'observation participante, le chercheur se déplace généralement sur le « terrain » de son objet d'étude. Il s'agit souvent d'une tribu, d'une petite société, d'un groupe humain…

#### Les entretiens
Qu'il soit formel, informel, semi-directif, directif, non directif, d’explicitation ou clinique, l'entretien constitue une méthode de récolte de données riche pour le chercheur qui souhaite connaître les représentations, les pensées, le parcours, la situation de l'interlocuteur. Parfois exclusivement utilisée, cette méthode peut aussi être associé aux observations de terrain permettant ainsi, que ce soit de manière collective ou en individuelle, d'approfondir des éléments perçus sur le terrain. Là encore une fois, c'est le chercheur qui fera le choix des méthodes employés selon ses intentions de recherche.
D'ailleurs les entretiens ne sont pas exclusivement réalisés sur le terrain précis de l'enquête. C'est le cas par exemple des entretiens par visioconférences ou par téléphones réalisés entre les différents participants.

#### Les enregistrements audio et vidéo
Dans le cadre des observations et des entretiens, l’enquêteur pourra être amené à enregistrer avec l’accord de l’interlocuteur (en respectant le RGPD) les échanges et/ou les pratiques observées. A l’aide d’un téléphone, d’un magnétophone, d’une caméra, le chercheur pourra plus aisément revenir sur ses données pour les analyser avec plus de précisions, voire pour les analyser avec les interlocuteurs eux-mêmes lors de futurs entretiens.

#### Le carnet de terrain
Fidèle allié lors de la récolte de données diverses, il accompagne sous différentes formes le chercheur sur le terrain d’enquête. Pouvant prendre la forme d’un cahier pour certains, d’un classeur pour d’autres, il permet de centraliser tous les écrits, les questions, les réflexions, les annotations du chercheur pris parfois sur le vif du terrain ou plus posément à la suite des observations et des entretiens.

### La place de l’enquêteur sur le terrain et la question de la neutralité
Afin de permettre de s’insérer plus facilement dans le groupe étudié, l’enquêteur peut être amené à proposer son aide, à partager les plaisirs, les doutes et les peines des interlocuteurs créant ainsi avec le temps un lien entre les deux parties. Le chercheur est alors amené à provisoirement se mettre à la place de « l’Autre » comme le suggère L’Imagination sociologique. Ainsi selon Charles Wright Mills, pour saisir les représentations, les motivations, les pensées des interlocuteurs, il est nécessaire de devenir momentanément un autre afin de percevoir avec plus de finesse le monde étudié. Cette norme de réciprocité sociale permet alors de bâtir une relation de confiance qui permettra à long terme de libérer plus aisément la parole.
Pour certains scientifiques, il serait bénéfique de garder une distance avec le groupe étudié. Ainsi pour Loubet Del Bayle, ne devant pas « s’engager personnellement », le chercheur ne devrait pas « manifester ni approbation ni réprobation ni surprise ». Cette prise de distance n’est pas partagée par tous les scientifiques. Certains défendent le fait qu’une non-implication de l'enquêteur pourrait nuire aux relations entretenues impactant ainsi la récolte de données puisque finalement, comme l'écrit la sociologue Anne Gotman, « rien ne sert de s’effacer, de regarder de biais, de baisser les yeux, de prendre un air modeste, de se faire tout petit et oublier, nul ne croira que vous n’avez pas d’opinion sur le sujet qui vous occupe, ni préférence aucune ».
« Le chercheur, tour à tour camarade affable pour le personnage mis sur la sellette, ami distant, étranger sévère, père compatissant, mécène intéressé, auditeur apparemment distrait devant les portes ouvertes sur les mystères les plus dangereux, ami complaisant vivement attiré par le récit des ennuis familiaux les plus insipides, doit mener sans répit une lutte patiente, obstinée,pleine de souplesse et de passion maîtrisée ». Ainsi lorsque le chercheur a notamment un lieu de recherche plus intensif, des relations riches peuvent se nouer, des affinités personnelles peuvent se créer, mais l'enquêteur doit le percevoir et savoir s'en émanciper.
Ces prises de position soulèvent ainsi des questions sur l’influence du chercheur sur les groupes étudiés. L’enquêteur peut aller jusqu’à donner son avis, mais son influence ne doit pas se prolonger. Selon Jean-Claude Kaufmann, son but est de libérer l’expression par un changement de style, surtout pas d’imposer des réponses de manière régulière.

### La fin de l'enquête de terrain

#### Quand s'arrête l'enquête?
Lorsqu'« à chaque nouvelle séquence, à chaque nouvel entretien, on obtient de moins en moins d’informations nouvelles », que la productivité des observations et des entretiens décroît, alors le chercheur entre dans une phase de saturation, signant la fin de sa recherche. 
La phase d'écriture de la thèse s'engage alors plus concrètement.

#### La conclusion
Afin de conclure l'enquête de terrain et selon les styles d'écriture propres à chacun, il est courant de réaliser ces trois étapes de travail : la présentation de son enquête, l'énonciation des limites des résultats, et la proposition d'une ouverture.